# Tanjong Babah Krueng
Tanjong Babah Krueng is een bestuurslaag in het regentschap Aceh Utara van de provincie Atjeh, Indonesië. Tanjong Babah Krueng telt 248 inwoners (volkstelling 2010).